# ماركوس مالين
ماركوس مالين (بالفنلندية: Markus Malin)‏ هو متزلج على الثلوج فنلندي، ولد في 28 مايو 1987 في لاهتي في فنلندا.

## وصلات خارجية
- ماركوس مالين على موقع الاتحاد الدولي للتزلج (ركوب لوح الثلج) (الإنجليزية)
- ماركوس مالين على موقع اللجنة الأولمبية الدولية (الإنجليزية)
- ماركوس مالين على موقع أوليمبيديا (الإنجليزية)
- ماركوس مالين على موقع ألعاب إكس (مؤرشف) (الإنجليزية)